# La Patata
La Patata – siedemnasty album studyjny zespołu The Kelly Family. Wyprodukowany na podstawie pomysłu Dana Kelly przez Paddy’ego i Angelo Kelly, wydany w 2002 r. w większości krajów Europy.
Pierwsza płyta zespołu wydana po 4 latach nieaktywności. Nagrana w siedmioosobowym składzie, bez Kathy i Johna. Tytuł albumu jest nazwą restauracji w Kolonii w pobliżu której rodzina mieszka. Jest to ulubiona knajpa zespołu, tam spędzają czas i spotykają się ze znajomymi.

## Lista utworów
1. "What's a Matter You People" (śpiew: Jimmy, Patricia) – 4:21
2. "Love Music 'n' Sun" (śpiew: Patricia, Jimmy, Paddy) – 3:40
3. "New Morals (Human Race)" (śpiew: Angelo, Paddy, Gabriel) – 4:09
4. "Brother, Brother" (śpiew: Paddy) – 4:44
5. "Spinning Around" (śpiew: Barby) – 4:25
6. "Special Girl" (śpiew: Joey) – 3:25
7. "I Wanna Be Loved" (śpiew: Maite) – 5:07
8. "Oh God" (śpiew: Paddy, Barby, Maite) – 5:49
9. "True Love" (śpiew: Joey, Maite) – 3:33
10. "So Many Troubles" (śpiew: Jimmy) – 4:08
11. "So Many Things" (śpiew: Maite) – 3:33
12. "No One But You" (śpiew: Patricia) – 4:10
13. "Lord Can You Hear My Prayer" (śpiew: Jimmy, Paddy) – 4:22
14. "Life Can Be So Beautiful" (śpiew: Angelo) – 7:31

Ostatni utwór trwa tak długo, gdyż zawiera "bonus", a mianowicie jeszcze jedną piosenkę wyodrębnioną w edycji specjalnej.

### Edycja specjalna
1. "What's a Matter You People" (śpiew: Jimmy, Patricia) – 4:21
2. "Love Music 'n' Sun" (śpiew: Patricia, Jimmy, Paddy) – 3:40
3. "New Morals (Human Race)" (śpiew: Angelo, Paddy, Gabriel) – 4:09
4. "Brother, Brother" (śpiew: Paddy) – 4:44
5. "Spinning Around" (śpiew: Barby) – 4:25
6. "Special Girl" (śpiew: Joey) – 3:25
7. "I Wanna Be Loved" (śpiew: Maite) – 5:07
8. "Mrs. Speechless" (śpiew: Angelo) - 3:46
9. "Oh God" (śpiew: Paddy, Barby, Maite) – 5:49
10. "True Love" (śpiew: Joey, Maite) – 3:33
11. "So Many Troubles" (śpiew: Jimmy) – 4:08
12. "So Many Things" (śpiew: Maite) – 3:33
13. "No One But You" (śpiew: Patricia) – 4:10
14. "Lord Can You Hear My Prayer" (śpiew: Jimmy, Paddy) – 4:22
15. "Life Can Be So Beautiful" (śpiew: Angelo) – 3:24
16. "Audrey" (śpiew: Maite) – 4:07

Na płycie Video CD znajdują się: 
- film z tworzenia teledysku do utworu "Mrs. Speechless"
- komentarze Paddy’ego Kelly do piosenki "Brother, Brother"
- teledysk do utworu "What's a Matter You People"
- inna wersja teledysku do piosenki "I Wanna Be Loved"

## Single
1. "I Wanna Be Loved" – 2002
2. "Mrs. Speechless" – 2002
3. "What's a Matter You People" – 2002

## Miejsca na listach przebojów w 2002 roku
| Kraj       | Miejsce na liście |
| ---------- | ----------------- |
| Austria    | 35                |
| Belgia     | 32                |
| Holandia   | 16                |
| Niemcy     | 3                 |
| Węgry      | 31                |
| Szwajcaria | 63                |